# Ferenc Sánta
Ferenc Sánta (Brasov, 4 de septiembre de 1927 – Budapest, 6 de junio de 2008) fue un guionista y escritor húngaro. Fue galardonado con el Premio József Attila en 1956 y 1964 y el prestigioso Premio Kossuth en 1973. Su libro El quinto sello de 1963 es una de las obras cumbres de la literatura húngara.

## Biografía
Pasó su infancia en Sepsibükszád, Marosvásárhely y luego Cluj. Continuó sus estudios en la escuela secundaria Unitarian College (1940-1945) y en la escuela secundaria Debrecen Reformed College (1945-1946).
Entre 1947 y 1950 trabajó en la mina Pilisszentiváni de Dorog. Entre 1953 y 1956, trabajó en la fábrica de tractores Vörös Csillag en Kispest. En 1956, fue miembro de la dirección del Círculo Petőfi y, un año después, era empleado de Ganz Crane and Shipyard. Desde el 1 de septiembre de 1958 ingresó como personal del Instituto de Literatura de la Academia de Ciencias de Hungría. En 1987, fue miembro fundador del Foro Democrático Húngaro y, desde 1994, fue miembro de la Academia de las Artes de Hungría .

## Obra seleccionadas
- Sokan voltunk, 1954
- Téli virágzás, 1956
- Farkasok a küszöbön, 1961
- El quinto sello (Az ötödik pecsét), 1963
- Húsz óra, 1963
- Az áruló, 1966
- Isten a szekéren, 1970
- Kicsik és nagyok, 1982
- A szabadság küszöbén
- Halálnak halála, 1994

## Premios
- Premio József Attila (1956 y 1964)
- Premio Arany Nimfa (Monte Carlo, 1970)
- Premio Kossuth (1973)
- Magyar Köztársasági Érdemrend Tisztikeresztje (1993)
- Premio Hazám (2004)
- Premio Muvészetért (2004)